# Penthimia fulviguttata
Penthimia fulviguttata är en insektsart som beskrevs av Cheng och Li 2003. Penthimia fulviguttata ingår i släktet Penthimia och familjen dvärgstritar. Inga underarter finns listade i Catalogue of Life.